# Margareta de Austria, regină a Spaniei
Margareta de Austria (n. 25 decembrie 1584, Graz, Austria – d. 3 octombrie 1611, El Escorial), aparținând Casei de Habsburg, a fost soția lui Filip al III-lea, regele Spaniei și al Portugaliei.
Margareta a fost fiica lui Carol al II-lea al Austriei și a Mariei Ana de Bavaria și sora împăratului Ferdinand al II-lea. Pe 18 aprilie 1599 s-a căsătorit cu Filip al III-lea al Spaniei.

## Descendenți
Margareta și Filip au avut opt copii:
- Ana de Austria (1601 – 1666), regină a Franței și soție a lui Ludovic al XIII-lea al Franței;
- Maria (1 februarie 1603 – 2 martie 1603); a murit la o lună după nașterea unui copil;
- Filip al IV-lea al Spaniei (1605 – 1665), căsătorit cu Elisabeta de Bourbon, sora lui Ludovic al XIII-lea al Franței;
- Maria Ana a Spaniei (1606 – 1646), căsătorită cu Ferdinand al III-lea, împăratul Sfântului Imperiu Roman;
- Carlos al Spaniei (15 septembrie 1607 – 30 iulie 1632);
- Ferdinand (1609/1610 – 1641), guvernator al Țărilor de Jos;
- Margareta (24 mai 1610 – 11 martie 1617);
- Alfonso (22 septembrie 1611 – 16 septembrie 1612); o luna după nașterea sa, mama lui s-a stins din viață.Margareta de Austria

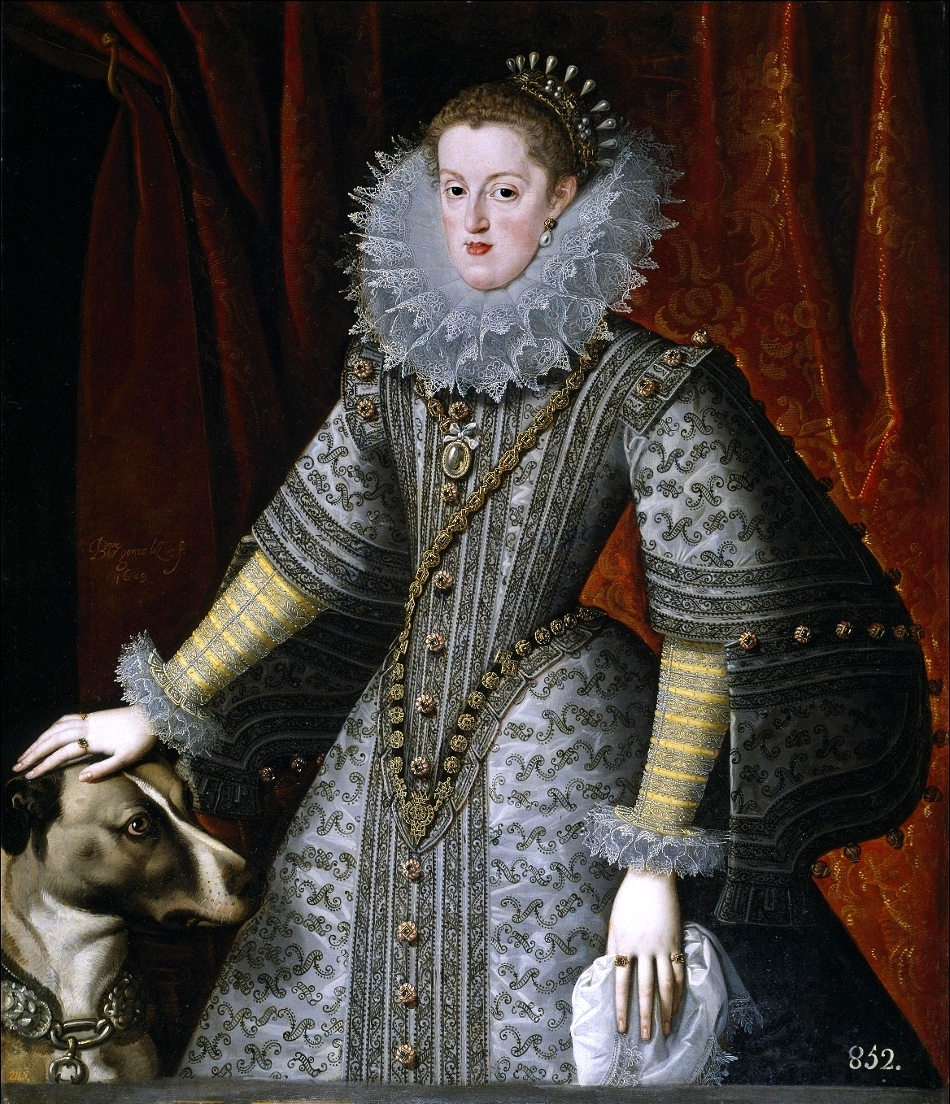
Margareta de Austria

1. 1 2  Margarita de Austria, Diccionario biográfico español, accesat în 9 octombrie 2017
2. 1 2 3  „Margareta de Austria”, Gemeinsame Normdatei, accesat în 13 august 2015
3. 1 2  Margarita of Austria, Find a Grave, accesat în 9 octombrie 2017
4. 1 2  Margarete Erzherzogin von Österreich, The Peerage, accesat în 9 octombrie 2017
5. ↑  Margarete von Österreich, FemBio-Datenbank[*]
6. 1 2 3 4 5  Kindred Britain
7. 1 2  The Peerage